# Adrian Paul
Adrian Paul Hewett (Londen, 29 mei 1959) is een Britse filmacteur die vooral bekend is van de televisieserie Highlander. 

## Gedeeltelijke filmografie
- Last Rites (1988)
- Dance to Win (1989)
- Masque of the Red Death (1989)
- Love Potion No. 9 (1992)
- Dead Men Can't Dance (1997)
- Susan's Plan (1998)
- Convergence (1999)
- Highlander: Endgame (2000)
- Merlin: The Return (2000)
- The Breed (2001)
- Storm Watch (2002)
- Moscow Heat (2004)
- Eyeborgs (2009)
- Cold Fusion (2011)
- The Secrets of Emily Blair (2016)
- Wild League (2019)

- Biblioteca Nacional de España: XX1095961
- Bibliothèque nationale de France: cb142143738 (data)
- Gemeinsame Normdatei: 14050639X
- International Standard Name Identifier: 0000 0000 7822 9156
- Library of Congress Control Number: no99016046
- Nationale Bibliotheek van Polen: a0000001739722
- Système universitaire de documentation: 129304514
- Virtual International Authority File: 43929730
- WorldCat: E39PBJrRk9D6HvwJdDJ4vxGyh3